# Sächsischer Hz 0
In die Gattung Hz 0 ordneten die Königlich Sächsischen Staatseisenbahnen die dreiachsigen Dampftriebwagen der Bauart Thomas ein.

## Geschichte
Die drei doppelstöckigen Triebwagen wurden 1883 von der Hohenzollern AG mit den Fabriknummern 293–295 für die Königlich Sächsischen Staatseisenbahnen erbaut. Die Wagenteile wurden eigenständig in die Gattung 201 eingeordnet.
Zum Einsatz kamen die Fahrzeuge um Leipzig und Pirna. Sie wurden bis 1900 ausgemustert.

## Technische Merkmale
Die dreiachsigen Fahrzeuge bestanden aus einem einachsigen Maschinenwagen und einem kurzgekuppelten doppelstöckigen Personenwagen. Der Maschinenwagen konnte zu Reparaturzwecken mit einer Stützachse versehen und dann auch einzeln verfahren werden.
Als Dampferzeuger diente ein normaler Dampflokomotivkessel, der aus Platzgründen quer eingebaut war. Die Dampfmaschine war als innen liegendes Nassdampf-Triebwerk mit Joy-Lenkersteuerung ausgeführt.
Der Personenwagen entsprach den damaligen Bauprinzipien mit eisernen Längsträgern und hölzernem Wagenkasten. Für die damalige Zeit bemerkenswert ist der niederflurig ausgeführte Unterstock. Ein bemerkenswertes Konstruktionsdetail ist der an einem Ende hochgezogene, mit der Pufferbohle versehene Langträger. Das Abteil der zweiten Klasse mit 20 Plätzen befand sich zusammen mit einem kleinen Gepäckabteil im Unterstock, das 60 Plätze umfassende Abteil 3. Klasse im schmaleren Oberstock. Ab ca. 1900 waren alle Abteile in die 4. Klasse eingeordnet. Beheizt wurde der Wagen mit einer Dampfheizung; zur Beleuchtung dienten Öllampen.